# Trolltjärnen (Offerdals socken, Jämtland)
Trolltjärnen är en sjö i Åflo by i Offerdals socken i Krokoms kommun i Jämtland. Sjön har en area på 0,102 kvadratkilometer och ligger 328,1 meter över havet. Trolltjärnen ingår i Indalsälvens huvudavrinningsområde.
I närheten av tjärnen hittades år 1881 den 8 000 år gamla Offerdalsspetsen. Enligt en gammal sägen finns en skatt gömd i tjärnen.
Vid Trolltjärnen fanns i början på 1900-talet ett tegelbruk och en kombinerad bio och dansbana, Centralen Kaxås, vilka ägdes av Magnus Larsson Åström. Tegelbruket flyttades till Åflo från Ede i början av 1910-talet. Lera till teglet togs från Trolltjärnen. Driften i tegelbruket upphörd i slutet på 1930-talet, bl.a. på grund av problem med elförsörjningen.

## Delavrinningsområde
Trolltjärnen ingår i delavrinningsområde (704616-140452) som SMHI kallar för Mynnar i Hällsjön. Medelhöjden är 389 meter över havet och ytan är 8,39 kvadratkilometer. Det finns inga avrinningsområden uppströms utan avrinningsområdet är högsta punkten. Vattendraget som avvattnar avrinningsområdet har biflödesordning 3, vilket innebär att vattnet flödar genom totalt 3 vattendrag innan det når havet efter 292 kilometer. Avrinningsområdet består mestadels av skog (38 procent), öppen mark (20 procent) och jordbruk (37 procent). Avrinningsområdet har 0,1 kvadratkilometer vattenytor vilket ger det en sjöprocent på 1,2 procent.